# 日尾御前山
日尾御前山（ひおごぜんやま）は、富山県富山市にある山。標高は1054m。

## 概要
祖父岳の南方にあるピークで伝説のある岩壁を持つ山。この山は金剛堂山の御前山で、本峰に登れない人の為に本峰登拝と同格の利益を与える山である。
山の西側にある岩壁は日尾御前と呼ばれるもので、行基菩薩が彫り上げたと伝えられる弥勒菩薩の姿が見られる。岩壁の麓の広場では村人が仏に祈りを捧げた。広場の周りには供花の意味を持つオハナ杉という奇怪な外観の杉大木がある。

## 自然
雑木林が茂る他、奇妙な形をした杉の大木が見られる。

## 登山
大長谷地区から日尾谷を辿る。岩壁の広場からは登山道はなくなる。